# 観音寺 (銘菓)
観音寺（かんおんじ）は、香川県観音寺市観音寺町の白栄堂が製造している銘菓。

## 概要
俗に「観音寺饅頭」とも呼ばれている。
洋風生地と黄身餡をもちいた和洋折衷の饅頭で、江戸時代の寛永通宝を描いた銭形砂絵を模して表面の円の中に四角を描いた銭型模様がつけられている。
その円は「円滑」、角は「質実剛健」を表しているという。

## 沿革
- 1897年 - 観音寺柳町で創業
- 1960年 - 銘菓「観音寺」誕生
- 2005年 - 観音寺柳町商店街アーケード撤去と道路拡張工事に伴い、旧店舗にあった和田邦坊氏作品を随所に配置した新店舗をオープン

## 店舗
- 柳町本店
- 柳町本店 茶房
- 吉岡店
- 栄町店